# The Feast of the Broken Heart
The Feast of the Broken Heart è il terzo album in studio del gruppo musicale statunitense Hercules and Love Affair, pubblicato nel 2014.

## Tracce
1. Hercules Theme 2014 – 2:58
2. My Offence – 4:04
3. I Try to Talk to You – 4:12
4. That's Not Me – 4:10
5. Think – 3:36
6. 5:43 to Freedom – 5:43
7. The Light – 5:22
8. Liberty – 4:42
9. Do You Feel the Same? – 4:42
10. The Key – 4:39

## Formazione
- Gustaph – voce (1, 4, 9); tastiera (9)
- Rouge Mary – voce (1, 5, 10)
- Krystle Warren – voce (2, 7)
- John Grant – voce (3, 8); tastiera (3)
- Gus Hoffman – trombone (10)
- Andrew Butler – produzione
- Ha-Ze Factory – produzione, ingegneria, missaggio
- Mark Pistel – produzione (7)